# 雷納德·辛納加
雷納德·辛納加（英語：Reynhard Sinaga，1983年2月19日—）是一名印度尼西亞籍連環強姦犯。他被判159項性犯罪罪名成立，其中包括2015至2017年在英格蘭曼徹斯特的136項針對48名年輕男子的強姦罪，但警方同時相信他的性侵行為在此前多年已經開始。在2018至2019年的四場庭審過後，辛納加最終於2020年1月被判處終身監禁，服刑首30年不得假釋。英國皇家檢控署把辛納加稱為英國法律史上犯罪次數最多的強姦犯；警方在庭審期間相信遭到辛納加強姦或性侵的受害者至少有195人，但受害者數目在之後被修正為206名。

## 生平
辛納加1983年出生在印尼蘇門答臘島占碑省的一個富庶的天主教家庭，他的父親是著名的棕櫚油商人。他於2006年獲得了印度尼西亞大學建築學系學士學位，2007年來到英國進修，在曼徹斯特大學先後獲得了城市規劃和社會學兩個碩士學位，2012年開始在利兹大学修讀人文地理學博士課程，在被捕的时候尚未畢業。他在2016年提交了題為「曼徹斯特的南亞裔同性戀和雙性戀男性中的性傾向和日常跨國主義」的博士論文，但未能通過，被要求進一步修改。
辛納加在英國生活時公開了自己的同性戀身份，並短暫地交往過幾任男友。其母親在案發後接受採訪時稱，自己不知道辛納加是同性戀，而且他們一家人信奉天主教，不相信同性戀的存在。
辛納加是曼徹斯特金口聖若望教堂的教眾之一，該教堂後來在辛納加的審判中為他提供了一份人格證明。

## 作案手法與特點
辛納加在多年的犯案過程中形成了一套慣用的作案手法。他在曼徹斯特居住的公寓毗鄰一個繁華的酒吧夜店聚集地；午夜後，他會在夜店外守候落單的醉酒年輕男子，這些人可能是被保安驅逐、與朋友走散、手機沒電、沒錢搭計程車回家，或是飲酒後身體不適。辛納加假意邀請他們到自己的公寓飲酒、留宿或為手機充電，在對方接受邀請後借機對他們下藥，待其失去意識後對其進行性侵，有時還反覆多次侵犯。警方認為，辛納加對受害者使用的很可能是「神仙水」（即γ-羥基丁酸）或類似藥物，這種藥物會使服用者暫時喪失記憶。辛納加在實行性侵時幾乎從不佩戴安全套。
辛納加會將自己的性侵過程用手機錄影，在多年中積累了大量的此類影像。他對受害者的身份證明文件進行拍照留存，並在Facebook上搜索其照片，將這些信息記錄整理，還竊取受害者身上的物件留作紀念。他常在一個WhatsApp群組中炫耀自己的性侵「戰果」。
遭到辛納加性侵的受害者幾乎都是異性戀男子，其中很多是18至19歲的學生，平均年齡只有21歲。據他的朋友憶述，他以將異性戀男性「轉化」為同性戀為樂。

## 逮捕與訴訟
2017年6月2日凌晨，一名18歲的受害者在被辛納加性侵過程中甦醒，毆打了辛納加後報警，辛納加的罪行由此敗露，並隨後被捕。警方從他的電子設備中發現了多達3.29TB的性侵影像，並從中鑑別出了195名不同的受害者。他已知的首次犯案是在2015年元旦，受害者是一名22歲的異性戀男性。由於辛納加有蒐集受害者信息的習慣，警方得以追查到了很多受害者的身份。
辛納加案的一審在曼徹斯特皇家法院進行，共經歷四場庭審，合計涵蓋其性侵受害者中的48名。首場庭審於2018年6月1日至7月10日進行，控罪涉及12名受害者；第二場庭審於2019年4月1日至5月7日進行，涉及13名受害者；第三場於2019年9月16日至10月4日進行，涉及10名受害者；最後一場庭審於2019年12月2日至20日進行，涉及13名受害者。辛納加否認控罪，聲稱影像中的性行為均為雙方自願的角色扮演，但四場庭審的陪審團對這一辯護均未予以採納。法庭最終判辛納加159項罪名成立，包括136項強姦、14項性侵、8項強姦未遂和一項插入式性侵。他被判處終身監禁，最低刑期30年，服滿前不得假釋。在最後一場庭審中，主審法官蘇珊·戈達德（Suzanne Goddard）表示，此案在法律意義上屬於邊界情況，不足以判處辛納加終身不得假釋，但她認為辛納加「危險、狡猾而充滿謊言」，永遠無法被安全放歸社會。首席檢查官對這一判決提起上訴，上訴法庭在2020年12月宣布判決，將辛納加的最低刑期從30年增加至40年。
2020年1月6日，在一審宣判後，案件審理期間的媒體禁令被解除，辛納加的身份因而首次得以公開。截至此時，仍有至少70名受害者的身份尚未能被警方確定。同年12月上訴法庭宣判後，警方發表聲明稱，由於庭審之後的偵查工作確認了更多受害者的身份，遭到辛納加性侵的受害者數目增加到206名。

## 反響
在對辛納加的最終判決宣佈後一天，辛納加的父親接受BBC採訪時表示接受判決，認為量刑與辛納加犯下的罪行相符。辛納加的母校印度尼西亞大學和聖公會曼徹斯特教區都發表聲明譴責他的罪行，並向受害者表示慰問。辛納加在英國期間就讀的曼徹斯特大學和利兹大学也分別發表聲明稱對其罪行感到震驚，將為受到影響的學生提供心理疏導和支援。
辛納加案得到廣泛報道後，印尼本土和居英印尼人社群都深受震動。有在英國讀書的印尼留學生和學生組織向《雅加達郵報》表示感到震驚和不安，擔心事件會對在英印尼留學生產生負面影響。印尼當地的巴塔克族領袖表示辛納加的罪行讓整個族群蒙羞（辛納加屬巴塔克族）。